# Pango
Pango는 다언어 텍스트를 표시하기 위해 HarfBuzz 샤프닝 엔진과 함께 동작하는 텍스트(예: 자체) 레이아웃 엔진 라이브러리이다.
Pango가 텍스트 렌더링 백엔드로서 플랫폼 API 또는 서드파티 라이브러리(예: 유니스크라이브, 프리타입)와 함께 사용될 때 온전한 기능의 텍스트 렌더링과 크로스 플랫폼 지원을 달성한다. Pango로 처리된 텍스트는 각기 다른 운영 체제에서 비슷하게 나타난다.
Pango는 텍스트를 위한 특수 목적의 라이브러리이며 카이로와 같은 범용 그래픽스 렌더링 라이브러리는 아니다.

## 같이 보기
- 그래파이트 (SIL)
- 컴퓨터 글꼴